# Mangaf
Mangaf est un village de la Région de l'Extrême-Nord du Cameroun, dépendant du département du Diamaré dans la commune de Meri, et le canton de Méri.

## Population
La population du village Mangaf était estimée lors du dernier recensement de 2005 à 149 habitants, soit 69 hommes (46,31 %) pour 80 femmes (53,69 %). Cette population représente 0,17 % de la population de la commune de Méri estimée à 86 834 habitants.

## Éducation
Mangaf a une école publique de niveau 3 depuis 1993, dont l’état des bâtiments est jugé mauvais[Par qui ?]. Il y existe un point d’eau, mais pas de latrines, clôture, logements d’astreinte, système d’assainissement ou de reboisement. Les structures de gestion de l’école sont présentes. Le plan communal prévoit la construction d’une clôture dans cette école publique.